# 卡爾·巴特
卡爾·巴特（德語：Karl Barth，發音：[bart]，1886年5月10日—1968年12月10日），瑞士籍新教神學家，新正統神學的代表人物之一。John Bowden描述他是一位時代先知、教授、政治家和神學領袖。

## 略歷
- 1886年 - 誕生於瑞士巴塞爾州的一個傳統的新教家庭中，巴特的童年時期在該國的伯爾尼州渡過。(巴特的父親、祖父跟外祖父都是改革宗的牧師，父親弗利茨·巴特是神學博士)
- 1909-1921年 - 巴特自1909年起任職於一間位於日內瓦鄉間的改革宗教會的助理牧師職，曾打算以士來馬赫神學作爲博士研究論文，但後來打消這念頭。1911年到瑞士阿尔高州一個名叫沙芳韋（Safenwil）的教區擔任一間德語教會的牧師，至1921成為大學教授以前，巴特都在該教會事奉。在這期間，巴特重新領受聖經的話語真義，而在上帝之道的傳講上有了新的啟示和感動。當中關鍵的是1919年巴特因《羅馬書釋義》一書的發表而聲名大噪，另外，1922的《羅馬書釋義》第二版出現。
- 1921-1925年 - 受聘為德國哥廷根大學教授
- 1925-1930年 - 受聘為德國威斯特法倫威廉海姆大學教授
- 1930-1935年 - 受聘為德國波恩大學教授
- 1935-1962年 - 1935年巴特因為強烈反對納粹德國而被波恩大學解職，同年離開德國，回到曾經是父親求學與任教的瑞士巴塞尔大学教書，直到1962年退休
- 1935-1967年 - 陸續寫作及出版《教會教義學》的前三卷以及第四卷的1-3冊
- 1968年 - 12月10日辭世，同時留下《教會教義學》第四卷第四冊的一些殘稿，未及撰寫的第五卷

## 生平與經歷

### 家庭與求學歷程
巴特童年生活在濃厚加爾文信仰為根基的波恩城，其父親保守的神學立場深刻影響著他。其弟彼得．巴特（Peter Barth）後來也是加爾文思想研究學者，另一位兄弟海因里希（Heinrich）日後也成為哲學家，共同和他同樣任教於巴賽爾大學。
巴特三歲時，父親受邀成為瑞士首都波恩大學教授中世紀教會史與新約釋義，十六歲立志學習神學的巴特，先進入波恩大學〔 巴特深受…〕但他父親希望他學習保守的神學，於是在1906年通過瑞士的神學考試而前往柏林大學就讀，並遇見教會歷史學家哈那克（Adolf von Harnack）。1907年，巴特遵從父親安排又輾轉進入德國杜平根大學（Tubingen）學習，受教於一位著名保守的新約學者Adolph Schlatter。1908年巴特來到馬爾堡大學（Marburg），如願以償地成為威爾漢．赫爾曼的學生。除了前者的重要啟蒙，也與當時新約學者有許多學習機會，但當時巴特不滿意純粹以歷史批判來解釋新約經文。1909年，終於正式完成神學教育，爾後雖然未攻讀神學的高等學位，但其在神學上的貢獻才正式展開。

### 與自由主義神學分道揚鑣
在德國求學期間，巴特深受自由主義神學家威爾漢·赫爾曼的影響，這一時期巴特受其影響而深著迷於伊曼努爾·康德的知識論跟弗里德里希·施萊爾馬赫的開明神學主張。第一次世界大戰期間，由於看見素來尊敬的幾位神學家發表好戰言論，遂反思這些年間在德國所接受的自由主義神學(另一個說法是1912年巴特的父親過世時曾勸告巴特要「愛上帝，不要愛科學！」)。有說法這段時期的巴特轉向社會主義，無論如何這段時期內巴特確實表現出對於社會主義的同情，但究竟巴特在此一時期中有沒有成為一個嚴肅的社會主義者？──這點在研究者當中並沒有獲得一致的看法。
回顧二十世紀「基督教歷史」最具代表性的思想家，巴特可說是獨撐大局，承襲於老師哈納克「自由派神學」卻成為「新正統神學家」。其開始受到一位古怪無名的丹麥哲學家與文化評論家很深地影響，這位就是以「憂鬱的丹麥佬」為人所知的祈克果。所主張「主觀的真理」為新正統神學奠定了哲學根基；重尋神話語的神學，乃因「信心的提升、跨越、歸入」，才能信靠、跟從神。一戰後站在祈克果的思想上呼籲；基督教以基督為中心，所傳揚的福音超越一切人為宗教，文化與思想體系。幫助教會的信徒與神建立正確的相交關係，並回轉、委身於教會，透過裝備、操練、預備滿有基督長成身量的主工人，來傳講生命之道並宣揚福音。

### 牧會初期的情況
巴特早期牧會所在的沙芳韋是個典型農業轉型為工業的鄉村社會，居民有1625人，其中1487人是基督徒。居民中有587人受雇於一家針織廠。巴特受社會主義思潮影響，成為社會主義運動者，積極為當地的工人爭取合理的工資，並且教育他們被剝削的情況。他並發表了一些相關人權與公民責任及宗教與社會等文章，認為教會長期以來的失策就是沒有努力處理社會需要。他指出耶穌是貧窮人的幫助者。1915年巴特加入瑞士社會民主黨，使當時的沙芳韋的工人稱他是「同志牧師」，在當時的牧者而言，是極少數的作法。
於1919年著成「羅馬書釋義」初版，並於1922年發行改寫的二版；在序言裡巴特感謝祈克果對自己的神學嘉惠良多。―「筆者若有什麼見地，也無非是確認祈克果所言：...」讓人們不再單靠理性來認識神，而是要重新回到聖經。這成了歷史上新的轉折點，因著歷史與信仰的割裂會不斷出現；現代神學家們保留了這種歷史與信仰的斷層：但，巴特不管伊甸園裡的那條蛇是不是真的說話，重要的是蛇說了什麼。即或基督教的歷史記載多多少少不被接受，可是基督教的教導多多少少還能被接受。
藉著研究與反思巴特(羅馬書釋義)二版，能重新省察自己與神的關係，所帶給當代基督教會的影響；在於當時巴特思想是著重於批判教會已成了與神對立的群體，不能看見自己的罪責，而帶來一個危機；(後續出版「教會教義學」：說出他體會到神所看重的，就是神救恩計畫中的教會。)但在九至十一章裡，給予現今教會正面建構的觀點。

### 回到正統神學的基調
巴特重回到正統神學的傳統多少是受到下列一些人或思想運動的影響。如巴特致力於宗教社會運動期間所認識的赫曼·柯特，還有對其產生影響的聖經現實主義運動(Biblical Realism movement)當中所知道的克里斯多福·布魯哈德。還有一股來自於哲學懷疑論的衝擊，其來源是德國的教會史學家弗朗茨·奧弗貝克 ──這位奧弗貝克同時也是巴特的父親在大學時期的老師並且是一位路德主義者。但一般認為最關鍵的原因仍是巴特在德國跟隨的幾位自由主義神學家們幾乎都支持祖國發動一次世界大戰。巴特深信，他的老師們理解上帝的方式是錯誤的。
巴特認定上帝的話是《聖經》的中心，1916年開始寫《羅馬書註釋》，1918年初稿完成，卻找不到出版商願意出版，只印了一千本。但此書一出版卻造成歐洲神學界震撼，巴特就開始出名了。他自己對這段轉變比喻為跌落在黑暗中摸索的人。沒想到在黑暗中找到了拉鐘的繩索，一拉就把鐘敲響了，而驚醒了鎮上的人。
1919年出版的《羅馬書釋義》一書當中，巴特強調上帝乃是經耶穌與十字架所揭示的真理，並透過「十字架事件」向整個世界的文明與非真神信仰的宗教做出的一次嚴正挑戰，人類應該要接受上帝的挑戰，因為造物主並非默然不語的某一位，而是已經透過「十字架事件」向世人說話了的「那」一位。
後來學者們就以《羅馬書註釋》出版的年代1919年定為十九世紀神學的結束，也是二十世紀神學的開始。巴特成為近代神學之父，又稱其神學思潮為新正統主義，強調神的超越性、貶抑自由派神學的思潮。

### 以新正統神學為旗幟
接著一次世界大戰結束後的十年間，巴特聯結了其他的一些歐洲神學家，這班神學家們主張雖然並非完全相同，但是共同都反對自由主義神學。這些神學家便是後來產生很大影響力的「新正統神學運動」(Neo-orthodoxy movement)成員，其包括：魯道夫·布爾特曼、艾米爾·布魯內爾、特尼森（Eduard Thurneysen）與戈亞亭（Friedrich Gogarten）....等人。

### 反對納粹德國的國教運動
1934年，隨著德國新教的教會界逐漸接受納粹德國已經成立的事實，巴特承担了起草《巴門宣言》重任，其內容為139名神學家在巴门市召开会议，聯名反對納粹德國由1933至1934年止建立的德國基督教，並稱其為異端，已經明顯背離了福音跟信仰，是將信仰的對象由上帝轉向了國族主義與阿道夫·希特勒。巴特甚至将宣言寄给了希特勒本人。这份宣言宣告了德国認信教會的成立，巴特被选为理事会成员。随后，他因拒绝向希特勒宣誓，被迫辞去波恩大学教授的职务，回到了自己瑞士老家。后来認信教會受到了纳粹的迫害。
然而，神所啟示的道，是基督的內涵，要為教會帶來盼望。羅11：32亦啟示：「勉勵思想福音、教義。」連帶影響著1934年發生的Barth-Brunner辯論；在納粹威脅期間，公開辯論的意義不僅是教義的，亦是情境的。其辯論本身的內容不容忽視。尤其對自然神學的正面評價，特討論布魯納的六個論點和巴特的否決性答覆。在這一年中的暴君:希特勒在德國掌權，以及崛起。德國基督徒宣稱：“我們在種族中看到民俗和民族，是神賦予和託付給我們的生存秩序，神對我們的法律是我們希望保留這些秩序。宣布的結果：希特勒在表面上被認為是“來自神的禮物”的假象，表面上被認為是“普遍啟示”，而基督就是藉著這種禮物來到了德意志基督教徒手中。他還被認為是德國基督徒與神之間的“聯繫點”，並被認為是“啟示的能力”，因此他們“聽到了我們神的呼召”。巴特在納粹主義的這種適應背後看到了“自然神學”的錯誤，在該錯誤中，神在自然，理性或歷史上的可知性被宣告為超越耶穌基督主張的神聖啟示。儘管他們有共同的信念，但他們的神學差異太大，以至於在幾個小時內得到解決。儘管乍看上去是政治上的，但，納粹主義有宗教信仰的影子，是自然宗教與自然神學的惡果；巴特對自然神學的否定是神學的。而作者得出的結論是，兩位神學家之間的分歧僅僅是“一場茶壺中的風暴”。
後來，巴特能夠在德國教會界乃至歐洲哲學界成為一個重要的人物也與其曾經在納粹時代展現出的道德勇氣有關。第二次世界大戰終戰以後，巴特的言論越來越成為那些懺悔德國犯行者及那些渴望重修德國教會與世界教會關係者所重視。在伊旺德(Hans-Joachim Iwand)的召集下，巴特於1947年撰寫了《達木斯特聲明》（the Darmstadt Statement）其內容是更具體的闡述了1945年《司徒加特宣言》的看法：德國人在縱容「納粹德國」與發起「第二次世界大戰」等事上有無可逃避的責任。在聲明中，他強調了德國教會是甘心樂意地投入「反社會主義者」與保守勢力的陣營中的，此舉的結果便是導致了國家社會主義的意識形態崛起。在冷戰的那段時間裡，這篇有爭議的聲名被西方的「反社會主義者」所排斥，如德國基督教民主聯盟「德國再建軍主張」(re-militarization)的支持者就認為該聲明只算是兩次世界大戰的特殊產物。此外，又有來自東德的反駁者認為巴特並未能清楚地認識到共產主義對現代社會帶來的危機。在整個1950年代中，巴特對於「和平運動」表示同情，並持續反對德國的重新武裝。

### 晚年生涯與貢獻
巴特延續早期對社會主義的興趣、對納粹危害的正義感，即便二戰後當時西方社會因為東西冷戰而全面反共，巴特依然批判資本主義社會的弊病，也持續與東德鐵幕的教會領袖、神學家保持聯繫。即便臨終前的幾年，依然安排每週定時到監獄講道。他生活的幽默感和對莫札特熱愛也是為人所知，晚年時依然透過著作強調上帝在耶穌基督裡是充滿了人性的愛，因為上帝的神性就已包含了人性。
巴特於1962年造訪美國，並在芝加哥大學與普林斯頓大學神學系所發表演說。同年他獲邀以來賓身份參加第二次梵蒂冈大公会议 ，但因病不能赴會。在巴特的後半生其主要是在撰寫這一本大書：《教會教義學》(英文：Church Dogmatics／德文：Kirchliche Dogmatik)，直至巴特逝世為止已撰寫六百萬餘字，巴特在此書中意欲探究基督教教義之全貌，照新正統神學的看法，這便是一次充滿著挑戰性的大膽「再詮釋」行動，就巴特畢生的學說觀之，這種嘗試無一例外是在付諸實行以前就註定失敗的了。巴特知其不可而為之地撰寫《教會教義學》的舉動正是其一直被認為是辯證神學代表人物的一個重要原因。

## 神學思想
巴特的神學思想可分成為三期：
- 第一期 1919-1930年，對抗自由神學時期，著作《羅馬書註釋》；
- 第二期 1930-1950年，對抗士來馬赫時期，著作《教會教義學》；
- 第三期 1950-1968年，強調上帝的人性，著作《上帝的人性》。[10]

### 巴特神學思想的要點
1. 神學觀－他認為「基督中心論」的任務是要分析及傳揚上帝的話。
2. 啟示觀－他反對自然啟示，認為啟示來自耶穌基督降臨，使人認識上帝。
3. 聖經觀－他主張聖經能成為上帝的話。
4. 上帝論－上帝不但是存在的，而且是一切存在的基源和目標。
5. 基督論－耶穌基督為上帝之道成肉身，他的神學以基督中心論為主。
6. 教會論－教會的工作乃是福音的工作，要努力參與傳福音的事工。
7. 末世觀－他認為當某事與永恆的價值產生關係時，就是末世論的一項科目了。[11]

### 巴特的基督中心論
- 基督信仰在於基督

巴特認為一個沒有提及耶穌基督真實性的信仰並不是基督教的信仰。因此，巴特尋求將神學的所有陳述，固定於基督上。人們認識基督信仰，需要透過耶穌基督的顯現，被告知關於祂自己的知識，否則人們就不能邁出任何信仰的一步。神學必須開始於耶穌基督，而不是開始於一般的原則。然而，神學也必須結束於上帝，而不是結束於假設自我證明的一般結論。基督是藉於神與世界，神與人之間的一座橋梁，而且不僅包含在知識上也在啟示的觀點上，包含了揀選、創造、和好與救贖。在巴特的神學是以「基督中心論」為重點。基督是最大的真理而且包含了所有的真理。
- 教會根基在於基督

巴特的神學基本上是以「基督中心論」為主軸，他以此立論來對教會論作論述。基督曾是被差遣的負責在世界上見證上帝之國、宣講上帝之道、服務於這個世界的。基督教會是屬於基督的，而不是屬於教會自身的存在和利益。巴特為了基督的教會和為了自身的教會這一原則區分了真宗教和假宗教，也區分真教會與假教會，統一的教會和分裂的教會，自我更新的教會故步自封的教會，普世的教會和封閉的教會。正是將教會建立在基督中心之上，巴特為天主教與新教統一的普世運動提供了新的思考，而且，還在基督中心論的基礎上為解決猶太人問題，也為基督徒的負責任地生活提供思考的基礎。可以說，建立在「基督中心論」基礎上的教會論，是巴特神學的重要貢獻之一。今日基督教會的使命是傳講神的道，上帝宣告祂自己是藉著向教會宣告，如同路德派與加爾文派都認為講道是上帝彰顯祂自己的方式。巴特認為傳講神的道要有解經（聖經神學）及應用（實用神學），而基督教教義就在這兩者之間維持一個關係。
- 神學論述奠基基督

基督中心論是巴特應對布特曼與朋霍費爾的新神學的努力。巴特不是從人類學的人道主義來肯定基督的人性，而是從道成肉身的「上帝的神性」本身所包含的「上帝的人性」來肯定和提升人的人性。巴特在一九五六年的之上帝的人性「Die Men」的演講中說:「若不知上帝，則不知人；若不以上帝的神性為根據，也無法認識上帝的人性。」這句話總結了他自「教會教義學」，卷四第一部。自一九五三年到一九六八年，可以說是巴特通過耶穌基督強調「上帝的人性」的思想階段。巴特從早年強調絕對地隱秘在無限奧秘中的「審判的上帝」轉向了「恩典的上帝」，轉向了為了這個世界上帝轉向了與人對話、相遇、同在的上帝。一個非人性的上帝之道，顯得像是神秘主義，巴特從基督中心論指出，正確理解的「上帝的神性」正在於道成肉身的「上帝的人性」。住在耶穌基督之中，「上帝的神性」就完整地包含了具體的「上帝的人性」，「活生生的上帝的神性」通過同樣也具有完全人性的耶穌。當然也有從不同觀點來看巴特的神學，他的神學又被稱為審判的神學，或危機的神學。也有人叫巴特的神學為辯證神學；因為上帝的話臨到，是一是一非，一正一反的兩方面的。另外也有叫做「上帝話語的神學」，神學在巴特看來，起源於講道，而也是試驗講道的。
- 歷史發展根源基督

基督進入人類的歷史之中，耶穌基督做為中保，既代表上帝對人的呼召和要求，也代表人對上帝的回應與順從；他既向人顯示並保證上帝的恩典，也向上帝顯示人的讚美和謝恩；他既吩咐和命令，也聆聽和執行；基督既顯示了上帝的憤怒，也彰顯了上帝對人無限的愛；他不僅是人的危機和審判，而且也是人的福音和恩典。巴特看來，上帝決不排除、貶低、漠視人性，而是在神性中通過耶穌基督的道成肉身和十字架受難及復活包含、接受、肯定、支持、參與、提升了人性，給人以愛的自由。人類以歷史的眼光看耶穌，所以不能覺察到耶穌裡上帝的啟示。上帝在基督裡是隱藏的，人們會看見他，聽見他，而仍不發見他裹面的秘密。聖經記載歷史，亦啟示世界的真實存在，上帝存於基督之內。

### 「上帝之道」聖經觀
整個巴特神學中，上帝找世人的思想始終沒有改變。並認為宗教和信仰是不同的兩件事。宗教是人在尋找上帝，找到合乎自己的神。因位上帝是真神、活神，聖經是「過去的啟示紀錄，也是未來的啟示應許。」上帝的話都是在特定時機向特定人說出。巴特指出，以「人」為出發點是不可能認識上帝的，因為上帝不等於人一切優點的總和，人即使盡力行善，仍然是無用的僕人，需要上帝赦罪之恩典。
巴特的聖經觀，在「道」的神學上闡明是其切入點，從他所寫的《教會教義學》卷一，其中所論述的「道」有三種形式————啟示的道、成文的道和宣講的道。
- 1. 啟示的道－耶穌基督：

巴特說：「其實，啟示和耶穌基督的位格及祂所完成的復活聖工並無二致。啟示就是『道成肉身』」。巴特認為耶穌基督就是上帝的啟示，道成肉身來到地上，祂所說的話就是上帝的啟示，上帝也藉著耶穌基督向人們說話。從耶穌的言行，可以看到上帝的旨意和本性，了解上帝拯救人的計劃。
- 2. 成文的道－聖經：

巴特說：「聖經之所以能夠成為上帝的話，完全是因為上帝允許，並且願意透過它來發言。…『聖經是上帝的話』這一個命題是一種認信。…〔當然不是宣告〕人已經領悟了聖經，而是人被聖經所掌握了。聖經就因為這整個〔啟示的〕事件而成為上帝的話。「聖經是上帝的話」這一個命題中，那個微不足道的「是」字所要表達的是，它(聖經)的存有(being)是在啟示的行動(becoming)中被確立的。〔換言之〕，不是因為我們相信它，它才有資格作上帝的話，而是由於它啟示我們應當如此地確信。 」
聖經是上帝啟示的話語，描寫上帝的創造、救贖的偉大計劃。使我們明白上帝的愛和憐憫，藉著耶穌基督拯救人們，脫離罪和死亡的權勢，得以與神和好，恢復與神溝通的奧祕。聖經記載著上帝的掌權和末世審判的結局，是一本上帝所默示完備的成文之道。藉著聖經可以清楚明白上帝的旨意，並且應教導兒女們，傳承下去神的道。
巴特在1959年出版的「教會教義學」，不再存在納粹對教會的威脅時，他更承認「能夠認識神，在於神的話，而不見於別處」。因此，本書沒有序論。也沒基本的自然神學、或相信神與聖經的理性證據等討論。嘲諷和批評的時代已經過去，並且，否定現在已由肯定取代。公開辯論曾經引發了巴特與布倫納之間的神學交火，卻終於和平收場了。但，辯稱聖經有人為記錄的錯誤，卻肯定神透過聖經自行啟示成為神的話。今天仍向世人說話，而且啟示是活化在生命(活)中，指引前面的道路；這並不是認同保守派字句默示論，且認為自由派的聖經批判學有其限制。這維繫、唤醒新一代神學家繼續探討。
- 3. 宣講的道－講道或宣道：

巴特認為「道」的第三種形式，是基督徒的講道或宣道，這不單是指主日傳道人的講道，而是指所有的聖經真理教導，個人生命的見證分享，兒童主日學或福音聚會等方式，這些方式都是今日上帝向人說話的型態。巴特也認為只要滿足四個條件，基督徒的宣講和見證，就是有效的：一是以上帝的旨意為基礎。二是全心倚靠上帝，而不是倚靠人的力量。三是以最謙卑和禱告的心傳講。四是能過聖經的檢驗。
巴特認為「上帝之道」的三種形式，有相互緊密的關係：「唯有從教會的講道中所採用的聖經，我們才能認識啟示的道。只有藉著『讓宣講變成可能』的啟示，我們才能認識成文的道。也唯有經由認識聖經所見証的啟示，我們才能認識宣講的道。 」 
巴特對後世的影響是，因著他所經歷的翻轉造成了神學的逆轉。從聖經中得著上帝的啟示，反轉了自由神學的人本理性主義思想，轉向以上帝為一切的啟示、尊崇上帝，逆轉了當時神學的思潮。

## 主要著作書目
- 《羅馬書釋義》第一版，1919年
- 《羅馬書釋義》第二版，1922年 (第二版有重大修改)
- 《上帝之言與神學》(Das Wort Gottes und die Theologie) ,1924年
- 《腓立比書通義》，1927年
- 《教會教義學發凡：上帝之言》(Prolegomena zur christlich Dogmatil :Die Lehre vom Worte Gottes)，1928年
- 《神學與教會》(Die Theologie und die Kirche)，1928年
- 《信以致知──安瑟倫關於上帝存在的證明》(Fides quaerens intellectum. Anselms Beweis der Existenz Gottes)，1931
- 《當今神學的實存》(Theologische Ezistenz heute) ，1933年
- 《斷乎不可！──答布魯納爾》(Nein! Antwort am Emil Brunner) ，1934年
- 《瑞士之聲》(Eine Schweizer Stimme) ，1945年
- 《十九世紀基督教神學史》，1947年
- 《我所認識的布爾特曼》(Rudolf Bultmann: Ein Versuxh, ihn zu verstehen) ，1952年
- 《基督與亞當》(Christus und Adam)，1952年
- 《反潮流──戰後短言論集1946-1952》，1954年
- 《莫扎特》(W. A. Mozart)，1956年
- 《神學問答》(Theotogische Fragen und Antworten)，1957年
- 《致民主德國牧師們》(Brief an einem P farrer in der DDR)，1958年
- 《福音神學入門》(Einfuhrung in die evangelische Theologie)，1962年

### 引用
1. ↑  John Bowden, Karl Barth (Billing & Sons Limited, 1971), 25-26.
2. 1 2  王重堯，《神學家的世界》 (台北：永望文化事業有限公司，1985)，1-17
3. ↑  奧爾森(Roger E.Olson)著，神學的故事。吳瑞誠、徐成德譯(台北、校園書房
出版社)，2002/11初。767
4. ↑  朱治中 巴特的(羅馬書釋義)第九至十一章中之教會觀。基督教台灣浸信會
神學院神學研究所碩士論文。
5. ↑  簡河培(H,M,Conn)著，認識現代神學。趙中輝、宋華忠譯(台北、改革宗出版有限公司)，2012/06rev。19]
6. ↑  [ 同上(2)，4、5。]
7. ↑  葛倫斯、奧爾森，《二十世紀神學評論》，劉良淑、任孝琦譯 (台北：校園書房出版社，2003)，79。
8. ↑  [  歐力仁博士 自然與恩典之爭－－對巴特與布倫納1934年辯論的時代脈絡與教義性分析。中原大學宗教研究所。]
9. ↑  林鴻信，《教理史(下)》 (台北：禮記出版社，1985)
10. ↑  林鴻信，《教理史(下)》 (台北：禮記出版社，1985)，321-326。
11. ↑  馬有藻，《基督教神學思想史導論》 (香港：天道書樓有限公司，1979)，282-285。
12. ↑  K·巴特，《當代歐陸宗教思想系列–教會教義學（精選本）》，戈爾維策精選，何亞將、朱雁冰譯（香港：三聯書店有限公司，1996），89。
13. ↑  K·巴特，《當代歐陸宗教思想系列–教會教義學（精選本）》，戈爾維策精選，何亞將、朱雁冰譯（香港：三聯書店有限公司，1996），92-93。
14. 1 2  Herbert Hartwell. THE THEOLOGY OF KARL BARTH: AN INTRODUCTION.（Philadelphia, PN: The Westminster Press, 1964.），96-97。
15. ↑  歐力仁、鄧紹光編。《巴特與漢語神學II–巴特逝世四十週年紀念文集》（香港：漢語基督教文化研究所，2008。），105-111。
16. ↑  Geoffery Bromiley William. An Introduction to the Theology of Karl Barth. （Grand Rapids, MI: William B. Eerdmans Publishing Company, 1979.），45-47。
17. ↑  K·巴特，《當代歐陸宗教思想系列–教會教義學（精選本）》，143-50。
18. ↑  鄧紹光、賴品超編。《巴特與漢語神學》（香港：漢語基督教文化研究所，2000。），11-13。
19. ↑  K·巴特，《當代歐陸宗教思想系列–教會教義學（精選本）》，330。），11-13。
20. ↑  鄧紹光、賴品超編。《巴特與漢語神學》，32-33。
21. ↑  林政傑，《基督教思想史》 (台北：道聲出版社，2004)，200。
22. ↑  [林榮洪著，基督教神學發展史(四)。香港、宣道出版社，2017/12初。463.464]
23. ↑  歐力仁，《信仰的類比》 (香港：文字事務出版社，2004)，3-7。
24. ↑  福特，《現代神學家》，董江陽、陳佐人譯 (香港：道風書社，1997)，42。

### 書籍
- Bromiley, Geoffery William. An Introduction to the Theology of Karl Barth. Grand Rapids, MI: William B. Eerdmans Publishing Company, 1979.
- Hartwell, Herbert. THE THEOLOGY OF KARL BARTH: AN INTRODUCTION. Philadelphia, PN: The Westminster Press, 1964.
- Polman, A.D.R. Barth. Translated by Calvin D Freeman. Phillipsburg, NJ: Presbyterian and Reformed Publishing Company, 1982.
- K. 巴特：《當代歐陸宗教思想系列–教會教義學（精選本）》。戈爾維策 精選。何亞將、朱雁冰 譯。香港：三聯書店有限公司，1996。
- 歐力仁、鄧紹光 編：《巴特與漢語神學II–巴特逝世四十週年紀念文集》。香港：漢語基督教文化研究所，2008。
- 鄧紹光、賴品超 編：《巴特與漢語神學》。香港：漢語基督教文化研究所，2000。